# Фудбалска репрезентација Грчке
Фудбалска репрезентација Грчке (грч. Η εθνική ομάδα ποδοσφαίρου της Ελλάδας) представља Грчку у међународним фудбалским такмичењима, под управом Фудбалског савеза Грчке. Наступили су три пута на Светском првенству, први пут 1994. године у САД. Најбољи резултат репрезентација је остварила пласманом у осмину финала на Светском првенству у Бразилу 2014. године. Меч осмине финала су изгубили од Костарике након извођења једанаестераца, било је 1:1 у регуларном делу.
Прво појављивање Грчке на великим такмичењима је било на Европском првенству 1980. у Италији, али су били без победе до првог сусрета на Европском првенству 2004. у Португалији када су поразили домаћина Португалију резултатом 2:1. Грчка је изненађујуће освојила првенство, победивши у четвртфиналу браниоца титуле Французе, фаворизовану Чешку у полуфиналу и Португалију у финалу голом Ангелоса Харистеаса. У групној фази су остварили по једну победу, нерешено и пораз. Кладионице су пре првенства Грцима давале врло мале шансе да освоје трофеј. Док су једни оспоравали титулу због одбрамбено оријентисане и неатрактивне игре, други су славили селектора Немца Ота Рехагела, који је постао грчки национални јунак. Рехагел је постао први страни тренер неке репрезентације који је освојио Европско првенство. Тадашњи капитен репрезентације Теодорос Загоракис је био проглашен за најбољег играча финалне утакмице и на првенству.
Грчка је једна од десет националних тимова који су били победници Европског првенства у фудбалу. Поред тог успеха, остварили су један пласман у четвртфинале осам година касније на првенству које је одржано у Пољској и Украјини. Од тријумфа у Португалији 2004, грчка репрезентација се квалификовала на наредна четири од седам завршних такмичења, закључно са Светским првенством 2018. године у Русији.
Године 2005. учествовали су на Купу конфедерација у Немачкој, али без запаженијег резултата. Највиши пласман Грчке на Фифиној ранг-листи је осмо место у априлу 2008. године. Утакмице као домаћин углавном игра на стадиону Караискакис у Пиреју. Највише наступа у репрезентацији има Јоргос Карагунис са 139 одиграних утакмица, а најбољи стрелац је Никос Анастопулос са 29 постигнутих голова.

## Историја

### Почетне године
Први грчки фудбалски клубови основани су крајем 19. века. Тако је примера ради Паниониос основан 1890. године у Смирни. Фудбалом у Грчкој је тада управљало Хеленско аматерско атлетско удружење (СЕГАС), који је уједно први спортски савез у Грчкој, од његовог настанка 1897.
Фудбалска репрезентација Грчке дебитовала је 1906. године на Олимпијским међуиграма у Атини. Године 1919. учествовала је на међуиграма организованим у Паризу након завршетка Првог светског рата, а 1920. на Олимпијским играма у Антверпену, прво издање које је ФИФА признала као званично. Прву утакмицу на Олимпијским играма је одиграла 28. августа 1920. године против Шведске. Тих година кључна фигура у тиму био је Јоргос Калафатис, прво као играч, а затим тренер тима.
Савез је основан 1926. године, а члан светске куће фудбала ФИФА је од 1927. године и УЕФА од 1954. године. Прву међународну утакмицу су одиграли 7. априла 1929. године у Атини против Италије. Изгубили су ту утакмицу са резултатом 1:4. Грци су учествовали у првом издању Балканског купа. Такмичење за први Балкански куп је трајало три године од 29. октобра 1929. до 29. новембра 1931. када је одиграна последња утакмица. На првом купу играле су четири репрезентације, поред Грчке ту су биле репрезентације Румуније, Бугарске и Југославије. Свака екипа је играла са сваком по две утакмице, једну као домаћин и једну у гостима. Први победник је била Румунија, док су Грци заузели треће место.
У наредним деценијама репрезентација није постигла никакве значајне резултате, пре свега због друштвено-економских проблема у земљи пре и после Другог светског рата. Уследио је низ неуспешних квалификација за Светско првенство, а доживели су најтежи пораз у историји 11:1 против Мађарске у Будимпешти у квалификацијама за Светско првенство 1938. године.
Највећу победу грчка репрезентација је остварила 25. новембра 1949. победом од 8:0 против Сирије у пријатељском мечу.

### Период након Другог светског рата
Репрезентација није учествовала у квалификацијама за Светско првенство 1950. године у Бразилу. Након тога су уследиле Олимпијске игре 1952. у Финској, где је елиминисана у прелиминарном колу од Данске (пораз 1:2). Грчка се у то време такмичила на различитим издањима Медитеранских игара. На првим Медитеранским играма 1951. године Грчка је победила на фудбалском турниру, испред Сирије и Египта, која је била земља домаћин.
У два узастопна квалификациона циклуса за одлазак на Светско првенство 1954. и 1958. године, Грци су били у групи са Југославијом, оба пута неуспешно су завршили квалификације. Нису успели да се квалификују ни на првенство 1962. у Чилеу и 1966. у Енглеској.
Грчка је била близу да се квалификује на Светско првенство 1970. у Мексику, али нису успели. На првенство је отишла Румунија, пошто је Грцима била потребна победа у последњем колу али је утакмица у Букурешту завршена без победника 1:1. Тај тим је био састављен од можда најбољих грчких фудбалера свих времена до тада као што су Мимис Домазос, Јоргос Сидерис, Јоргос Коудас и Мимис Папајоану.
Треба још споменути да је Грчка у квалификацијама за Светско првенство 1974. у Западној Немачкој била у групи са Шпанијом и Југославијом. Грци на последњој утакмици групе са Југословенима у Атини нису имали резултатски значај пошто су били последњи, али је Југославија победом од два гола разлике 4:2 и поготком Станислава Карасија у задњем минуту отишла у додатне квалификације против Шпаније.

### Европско првенство 1980.
Прво учешће Грчке на великом турниру било је на Европском првенству 1980. у Италији. Тим који је тренирао Алкетас Панагулијас претходно је освојио квалификациони турнир са три победе, два пораза и једном нерешено у групи против Финске, СССР и Мађарске. Започели су квалификације са два пораза у гостима од Финске 3:0 и од Совјетског Савеза у Јеревану са 2:0. Након тога добили су код куће Финску 8:1 (Томас Маврос постигао три гола) и Мађарску 4:1. У последњем колу су победили СССР голом Николудиса у 25. минуту.
Међутим, елиминисани су на завршном турниру у првом кругу, након што су изгубили од Холандије (1:0) и Чехословачке (3:1), у последњој утакмици су ремизирали без голова са будућим победником Западном Немачком. Једини гол за Грке на првенству, а уједно и први на неком великом такмичењу је дао Никос Анастопулос против Чехословачке. Прва постава Грка у дебитантском мечу против Холандије је била: Константину, Кирастас, Јосифидис, Фирос, Терзанидис, Капсис, Ливатинос, Коис, Маврос и Ардизоглу, као замене су играли Анастопулос и Галакос.
| Поз | Тим             | Играно | П | Н | Пор. | ДГ | ПГ | ГР | Поени |
| --- | --------------- | ------ | - | - | ---- | -- | -- | -- | ----- |
| 1.  | Западна Немачка | 3      | 2 | 1 | 0    | 4  | 2  | +2 | 5     |
| 2.  | Чехословачка    | 3      | 1 | 1 | 1    | 4  | 3  | +1 | 3     |
| 3.  | Холандија       | 3      | 1 | 1 | 1    | 4  | 4  | 0  | 3     |
| 4.  | Грчка           | 3      | 0 | 1 | 2    | 1  | 4  | -3 | 1     |

### Светско првенство 1994.
После учешћа на Европском првенству у Италији, дуго су одсуствовали са међународне сцене. Пропустили су шест такмичења на којима нису наступили од 1982. до 1992, укупно по три Светска и Европска првенства. Најближи пласману на неко такмичење у том периоду били су у квалификацијама за Европско првенство 1988, када су заузели друго место у групи иза Холандије, каснијег победника.
Од 1992. тренер репрезентације је поново био Алкетас Панагулијас, трећи пут изабран да предводи репрезентацију. У квалификацијама за Светско првенство у Сједињеним Америчким Државама 1994. године; Грци су били први у својој квалификационој групи без пораза, испред Русије која се такође квалификовала на првенство. Грчка је под вођством Панагулијаса дебитовала на Светском првенству.
Још једном у завршној фази Грци су разочарали игром. Биланс је био катастрофалан, са три пораза су завршили такмичење у групи, нису дали ниједан гол и примили су десет (4:0 против Аргентине и Бугарске, 2:0 против Нигерије). Интересантно да су сва три грчка голмана играла на првенству (Мину, Атмацидис и Каркаманис), што је прилично ретко.
Након овог неуспеха на место селектора репрезентације је постављен Костас Полихрониу, који је до тада био тренер Олимпијакоса.

### 1996—2002: Период без успеха
Репрезентација није успела да се квалификује за Европско првенство 1996. у Енглеској, пошто је заузела треће место у групи иза Русије и Шкотске. У квалификацијама за Светско првенство 1998. године, екипа је завршила на трећем месту у групи а испред њих је била Хрватска и победник групе Данска.
У својој квалификационој групи за одлазак на Европско првенство 2000, поново је завршила учешће на трећем месту, два бода иза другопласиране Словеније и осам бодова иза првопласиране Норвешке. После веома разочаравајуће игре и пораза код куће у седмом колу од Летоније опростили су се од пласмана на то такмичење, али су у последњем колу квалификација убедљиво победили Словенце са 3:0 на стадиону Људски врт у Марибору.
У квалификацијама за Светско првенство 2002. Грчка је завршила на четвртом месту у својој групи иза Енглеске, Немачке и Финске, што је довело до отпуштања тренера Василиса Данила, а на његово место је постављен немачки тренер Ото Рехагел. Први пут на месту селектора у квалификацијама је био у септембру 2001. године против Финске у гостима, а утакмица је завршена поразом од 5:1. Након тога је знатно подмладио и обновио репрезентацију.

### Европско првенство 2004: Прваци Европе
Грчка је пријатно изненадила у квалификацијама за Европско првенство 2004. у Португалији. После два уводна пораза са по 2:0 против Шпаније и Украјине, победила је у свих шест преосталих утакмица, освојивши квалификациону групу чиме се после 24 године пласирала на то такмичење.
Кладионице су пре првенства Грцима давале врло мале шансе између 80-1 до 150-1, сврстали су их на претпоследње место по могућности да освоје трофеј, једино су били испред Летоније.
Прву велику победу у групној фази су остварили на старту првенства и то против домаћина Португалије (2:1). У другој утакмици су играли нерешено против Шпаније и у трећој одлучујућој утакмици су поражени од Русије која је изгубила шансе за даљи пласман (1:2). Грци су се квалификовали у четвртфинале, иако су имали једнак број бодова као Шпанци који су због мање постигнутих голова испали.
Грци су успешно наставили пут до финала изван свих очекивања; прво су елиминисали браниоца титуле Француску у четвртфиналу (1:0), а затим и фаворизовану Чешку Републику (1:0) у полуфиналу. Стрелац победничког сребрног гола у продужетку је био Трајанос Делас. У финалу на Стадиону светлости у Лисабону поново су играли са Португалијом и сензационално је поново победили са 1:0 голом Ангелоса Харистеаса у 57. минуту. Док су једни оспоравали титулу због одбрамбено оријентисане и неатрактивне игре, навијачи Грчке су славили селектора Ота Рехагела, који је постао грчки национални јунак. Рехагел је постао први страни тренер неке репрезентације који је успео да освоји Европско првенство. Теодорос Загоракис је проглашен најбољим играчем Европског првенства. УЕФА је уврстила пет фудбалера Грчке међу 23 најбоља играча на првенству: Загоракиса, Харистеаса, Никополидиса, Деласа и Сеитаридиса.
Тријумф националног тима је до данас најбољи резултат ове земље икада постигнут у својој фудбалској историји. Широм градова Грчке је народ славио победу фудбалера на улицама и трговима. Приређен је свечани дочек у центру Атине. Тадашњи председник државе Костис Стефанопулос одликовао је све играче медаљама заслуге за допринос, а издата је поштанска марка на ком је цео тим. Победници Европског првенства 2004. су изабрани за најбољи тим године од стране Лауреус академије 2005. године.

### Куп конфедерација 2005.
Као европски прваци стекли су право учешћа на Купу конфедерација 2005. године у Немачкој. У групној фази, губе 0:3 против Бразила и 0:1 против Јапана, а затим против Мексика су ремизирали (0:0) и заузели последње место групе Б. Јанис Аманатидис и Теофанис Гекас су били међу играчима који су дебитовали за национални тим.
После победе на Европском првенству 2004. године били су сматрани фаворитом у квалификационој групи за одлазак на Светско првенство 2006. Међутим, након тешке борбе са Украјином, Турском и Данском, нису успели да се квалификују на првенство пошто су на крају били четврти.
Такође, због лоше среће са повредама неколико чланова тима, Ото Рехагел је био суочен са повлачењем многих играча из репрезентације (Теодорос Загоракис, Фанис Катергијанакис, Василис Лакис, Никос Дабизас и Стелиос Венетидис). То га је подстакло да испроба нове играче. У напад репрезентације је убацио нова имена, као што су Јанис Аманатидис, Јоргос Самарас и Теофанис Гекас. Против репрезентације Белорусије у пријатељском мечу је дебитовао Самарас и постигао једини гол на утакмици.

### Европско првенство 2008.
ФИФА је у јулу 2006. године на кратко суспендовала Грчку због наводног мешања политике у рад савеза, али је после неколико дана ипак променила одлуку и дозвољен је наступ репрезентације у квалификацијама за Европско првенство 2008. године.
На жребу за квалификационе групе, Грчка је била у групи Ц са Турском, Норвешком, Босном и Херцеговином, Мађарском, Молдавијом и Малтом. Заузели су прво место у групи са седам бодова испред Турске, укупно десет победа и по један реми и пораз. На тај начин стекли су право да бране титулу континенталног првака. Најефикаснији фудбалер Грчке у квалификацијама је био Теофанис Гекас са пет погодака. Хелени су тако у априлу достигли на осмо место на Фифиној ранг-листи, што је до тада био најбољи резултат Грчке икада на овој листи.
У завршној фази континенталног такмичења у Аустрији, међутим, Рехагелов тим није успео да понови сјајне партије од четири године раније. Изгубили су све три утакмице: против Шведске (0:2), Русије (0:1) и Шпаније (1:2), а затим су елиминисани из даљег такмичења. Утешни гол у утакмици против Шпанаца је дао Ангелос Харистеас у првом полувремену.

### Светско првенство 2010.
Квалификовали су се за Светско првенство у Јужној Африци 2010. кроз бараж победивши Украјину. После ремија без голова 14. новембра 2009. на Олимпијском стадиону у Атини, у реваншу у Кијеву Грчка је победила са 1:0 голом Димитриса Салпингидиса. Тај успех је омогућио Грцима да достигну 12. место на Фифиној ранг листи. Теофанис Гекас је био најбољи стрелац у европским квалификацијама 2010. године са 10 голова, један више од Вејна Рунија.
Противници у групи су им биле репрезентације Аргентине и Нигерије (исто као 1994. године) и Јужна Кореја. Грци нису на најбољи начин почели Мундијал, губе 0:2 у првој утакмици групе Б против Јужне Кореје. У другој утакмици се враћају у игру захваљујући победи 2:1 против Нигерије. Први гол за Грчку на Светским првенствима је дао Димитрис Салпингидис против Нигерије. У трећој утакмици, међутим, Аргентина се показала претешким противником за Грке, који су изгубили 0:2 и тада су елиминисани из даљег такмичења. Двадесетчетири сата након пораза од Аргентине, Ото Рехагел је после девет година поднео оставку на месту селектора грчке репрезентације. Осам дана касније Фудбалски савез Грчке је именовао португалског тренера Фернанда Сантоса за новог селектора репрезентације, бившег тренера АЕК−а из Атине и солунског ПАОК-а.

### Европско првенство 2012.
Под вођством селектора Сантоса репрезентација је играла веома добро, тим је био непоражен у 17 утакмица. Био је то најдужи низ утакмица без пораза.
Победом против репрезентације Грузије у октобру 2011. године, Грчка је у својој квалификационој групи била прва са 24 бода уз седам победа и три ремија на десет утакмица; по други пут у својој историји репрезентација Грчке завршава квалификације непоражена. Грци су постигли четрнаест голова у квалификацијама, а примили само пет.
Тако су изборили пласман на Европско првенство већ трећи пут узастопно. У првој утакмици на Европском првенству 2012. против домаћина Пољске изборили су реми 1:1 са голом Димитриса Салпингидиса. У другој утакмици против Чешке губе 2:1. Дана 16. јуна 2012. године, капитен Јоргос Карагунис је дао гол одлуке за победу против фаворизоване Русије, чиме су успели да се квалификују у четвртфинале. У четвртфиналу Грци су убедљиво изгубили са 2:4 од Немачке, голове за Грке су дали Самарас и Салпингидис из пенала.
| Поз | Тим    | Играно | П | Н | Пор. | ДГ | ПГ | ГР | Поени |
| --- | ------ | ------ | - | - | ---- | -- | -- | -- | ----- |
| 1.  | Чешка  | 3      | 2 | 0 | 1    | 4  | 5  | -1 | 6     |
| 2.  | Грчка  | 3      | 1 | 1 | 1    | 3  | 3  | 0  | 4     |
| 3.  | Русија | 3      | 1 | 1 | 1    | 5  | 3  | +2 | 4     |
| 4.  | Пољска | 3      | 0 | 2 | 1    | 2  | 3  | -1 | 2     |

### 2013—2017: Пласман на Светско првенство у Бразилу
У квалификацијама за Светско првенство 2014. године Грчка је била у групи Г са Босном и Херцеговином, Словачком, Литванијом, Летонијом и Лихтенштајном. На крају су били други у групи, са истим бројем бодова као Босна и Херцеговина, али због лошије гол разлике морали су у бараж. Савладали су репрезентацију Румуније у две утакмице баража укупним резултатом 4:2.
На Светском првенству 2014. године у Бразилу били су у групи Ц, са Колумбијом, Обалом Слоноваче и Јапаном. Укупно су сакупили четири бода, прво су доживели убедљив пораз од Колумбије, али захваљујући ремију без голова са Јапаном и победом над Обалом Слоноваче 2:1 прошли су групу. Захваљујући тој победи, Грци први пут у својој историји пролазе у осмину финала Светског првенства. Поражени су од Костарике након бољег извођења једанаестераца 5:3 (1:1 у регуларном делу), Гекас је промашио пенал у четвртој серији.
У квалификацијама за Европско првенство 2016. у Француској доживели су велики неуспех и били последњи у групи. Резултати екипе од септембра 2014. су били лоши и без победе у више од годину дана. Уследили су порази током тог периода од Румуније, Фарских Острва (два пута), Финске, Северне Ирске и чак од Луксембурга у пријатељском мечу. После пораза од Фарских Острва у новембру 2014. грчка фудбалска федерација је отпустила селектора Клаудија Ранијерија.
Освојили су друго место у квалификационој групи Х за одлазак на Светско првенство 2018. у Русији. У баражу су играли против репрезентације Хрватске. Први меч је Грчка убедљиво изгубила са 4:1 дана 9. новембра 2017. на стадиону Максимир у Загребу. Три дана касније у реваншу у Пиреју, меч је завршен без голова и Грчка је остала без пласмана на првенство.
Фудбалски савез Грчке је објавио 28. новембра 2017. да су продужили уговор са селектором Михаелом Скибеом на још две године, а на том месту је од 2015. године.

### 2018—данас: УЕФА Лига нација
У новоформираном такмичењу УЕФА Лига нација, репрезентација Грчке је смештена у Ц дивизију и налази се у групи 2 са Естонијом, Финском и Мађарском. Одигране су две пријатељске утакмице у марту 2018. против Швајцарске и Египта. Грци су изгубили од Швајцараца 1:0, а истим резултатом су победили Египћане голом Карелиса. Грчка је заузела треће место у групи са девет бодова и остала у Ц дивизији Лиге нација. У октобру 2018. уместо селектора Скибеа који је добио отказ, постављен је Ангелос Анастасијадис, те је тако после 17 година један Грк на клупи репрезентације.
Дана 2. децембра 2018. на жребу квалификација за Европско првенство 2020, одређено је да Грчка игра у групи Ј са репрезентацијама Италије, Босне и Херцеговине, Финске, Јерменије и Лихтенштајна. На старту квалификација, играли су две утакмице у гостима, победа против Лихтенштајна и реми са Босном и Херцеговином. Након два пораза у квалификацијама, од Италије и Јерменије обе утакмице на домаћем терену, сменили су селектора Анастасијадиса и на његово место поставили холандског стручњака Џона ван’т Схипа. Грчка је заузела треће место у групи и није успела да се пласира на Европско првенство 2020. године, иако је на последње три квалификационе утакмице поправила утисак остваривши победе против Босне и Херцеговине, Јерменије и Финске.

## Стадиони
Репрезентација Грчке је током већег дела своје историје утакмице на домаћем терену играла на неколико стадиона у Атини, али и у другим градовима широм земље. Од своје прве међународне утакмице 1929. године и следеће 33 године Грчка је стално играла на стадиону Апостолос Николаидис. Први меч на неком другом игралишту је одигран на стадиону Никос Гумас 1962. године у Неа Филаделфији предграђу Атине. На стадиону Караискакис у Пиреју први пут је играно 1964. године када је реновиран. Понекад су утакмице играли на Кавтанзоглио стадиону у Солуну. Од тада се сви ови стадиони користе наизменично за потребе репрезентације све до почетка осамдесетих година. Национални тим је наступио на солунском стадиону Тумба 1975. године, али и на стадиону Панахаикија Костас Давоурлис у Патрасу и стадиону ФК Кавале у Кавали.
Атински олимпијски стадион је угостио репрезентацију на неколико утакмица током осамдесетих и деведесетих година, а на њему као домаћин игра фудбалски клуб АЕК. Саграђен је 1980. године и реновиран 2004. године за Олимпијске игре у главном граду Грчке. Стадион је рангиран од стране УЕФА са пет звездица, има капацитет око 69.618 места.
Када је комплетно реконструисан 2004. године, репрезентација континуирано игра на Караискакису, дом фудбалског клуба Олимпијакос и капацитета око 32.115 места. У квалификацијама за Европско првенство 2004, пошто су други стадиони били у фази реновирања, изабрали су да играју на стадиону Апостолос Николаидис, дом Панатинаикоса.

## Слика репрезентације

### Надимак
Званична ФИФА шифра за Грчку је GRE. Шифра се користи да би се идентификовао тим у међународним такмичењима, под окриљем ФИФА, УЕФА и других организација. Исту шифру користи и Међународна организација за стандардизацију. Грчка фудбалска репрезентација на грчком језику преводи се као „Εθνική Ελλάδος (ποδόσφαιρο ανδρών)”.
Традиционално, медији и грчки навијачи уопштено називају своју репрезентацију Етники (Εθνικη). Репрезентација се често назива Галанолефки (небеско плави) због боје грчке заставе. Оба надимка користе се и за националне репрезентације ове земље у другим спортовима.
Током церемоније отварања Европског првенства 2004, која се одржала пре уводне утакмице турнира између Грчке и домаћина Португалије, коришћена је реплика брода из 16. века која се односи на експедиције португалских истраживача тог времена. Грчки спортски новинар Јоргос Хелакис, током емитовања меча, прокоментарисао је да „пошто се португалски тим појавио на таквом броду, време је да постанемо пирати и украдемо победу”. На крају је Грчка победила домаћине, а тим је био описан као Пиратико, што значи „пиратски брод” или „гусарски брод”. Посебно после грчке победе у финалу против Португалије, нови надимак је заживео међу навијачима.

### Навијачи
Године 2004. формиран је навијачки фан клуб грчке репрезентације, по имену „Galanolefkos Faros” или на грчком „Γαλανόλευκος Φάρος”. Национални савез га је прогласио за званични фан клуб репрезентације Грчке. Чланови овог клуба имају право првенства за куповину карата за утакмице, а такође и активно учествују у кореографским наступима на стадионима. Репрезентацију бодре на свим великим такмичењима попут Светског и Европског фудбалског првенства, на квалификационим и пријатељским мечевима у Грчкој и иностранству.
Фудбалски савез Грчке је често у прошлости имао проблема због хулигана који су правили инциденте, па су на неким гостујућим утакмицама грчки навијачи били онемогућени да организовано навијају за свој национални тим.

### Фудбалски савез
Фудбалски савез Грчке је главна фудбалска организација Грчке. Под контролом савеза су сениорске фудбалске репрезентације, мушка и женска, као и млађе категорије. Учествује у организовању Супер лиге Грчке и организује грчки фудбалски куп. Фудбалски савез Грчке је основан 1926. године. Члан ФИФА од 1927. године и УЕФА од 1954. године. Седиште организације налази се у Атини.

### Дресови кроз историју
Традиционалне боје Грчке су плава и бела, слично бојама грчке заставе. Углавном се користи комбинација плавих дресова и белог шорца и обрнуто, као и потпуно бела или плава гарнитура опреме. Домаћи дресови су били плаве боје, али од освајања првенства Европе углавном на домаћем терену играју у белој гарнитури. Дресове репрезентације Грчке од 2013. производи компанија Најки (новембар 2017). Први пут су комплет опреме овог произвођача носили 7. јуна 2013. на утакмици у гостима са Литванијом.
| 1920−е (Д) | 1929 | 1970−е (Д) | 1979 (Д) | Еуро 1980 (Д) | 1982–1984 (Д) | 1987–1989 (Д) |

| СП 1994 (Д) | СП 1994 (Г) | 1997 (Д) | 1997 (Г) | 2000 (Д) | Еуро 2004 (Д) | Еуро 2004 (Г) |

| Еуро 2008 (Д) | Еуро 2008 (Г) | СП 2010 (Д) | СП 2010 (Г) | Еуро 2012 (Д) | Еуро 2012 (Г) | СП 2014 (Д) |

### Опрема
| Произвођач     | Време      |
| -------------- | ---------- |
| Асикс          | 1980—1981  |
| Пума           | 1982—1987  |
| Адидас         | 1988—1989  |
| Асикс          | 1989—1991  |
| Диадора        | 1991—1998  |
| Лото           | 1998—2001  |
| Адидас         | 2001—2002  |
| Ле кок спортиф | 2002—2003  |
| Адидас         | 2003—2013  |
| Најки          | 2013—данас |

## Састав Грчке
Следећи фудбалери су позвани за утакмице Квалификацијa за Светско првенство 2022. против Шпаније и Грузије 25. и 31. марта 2021. и на пријатељску утакмицу против Хондураса 28. марта 2021.
| Име                      | Датум рођења       | Клуб           | Наступи | Голови  |
| Голмани                  | Голмани            | Голмани        | Голмани | Голмани |
| ------------------------ | ------------------ | -------------- | ------- | ------- |
| Одисеас Влаходимос       | 26. април 1994.    | Бенфика        | 12      | 0       |
| Стефанос Капино          | 18. март 1994.     | Зандхаузен     | 9       | 0       |
| Сократис Доудис          | 3. фебруар 1993.   | Панатинаикос   | 2       | 0       |
| Одбрана                  |                    |                |         |         |
| Михалис Бакакис          | 18. март 1991.     | АЕК Атина      | 10      | 0       |
| Јоргос Цавелас           | 26. новембар 1987. | Алањаспор      | 38      | 2       |
| Киријакос Пападопулос    | 23. фебруар 1992.  | Локомотива (З) | 31      | 4       |
| Димитрис Јанулис         | 17. октобар 1995.  | Норич Сити     | 13      | 0       |
| Стратос Сварнас          | 11. новембар 1997. | АЕК Атина      | 6       | 0       |
| Костас Цимикас           | 12. мај 1996.      | Ливерпул       | 7       | 0       |
| Константинос Мавропанос  | 11. децембар 1997. | Штутгарт       | 1       | 0       |
| Јоргос Киријакопулос     | 5. фебруар 1996.   | Сасуоло        | 5       | 0       |
| Средњи ред               |                    |                |         |         |
| Андреас Бухалакис        | 5. април 1993.     | Олимпијакос    | 17      | 0       |
| Зека                     | 31. август 1988.   | Копенхаген     | 29      | 2       |
| Костас Фортунис          | 16. октобар 1992.  | Олимпијакос    | 54      | 9       |
| Димитрис Пелкас          | 26. октобар 1993.  | Фенербахче     | 18      | 0       |
| Танасис Андроуцос        | 6. мај 1997.       | Олимпијакос    | 1       | 0       |
| Петрос Манталос          | 31. август 1991.   | АЕК Атина      | 34      | 4       |
| Харис Мавријас           | 21. фебруар 1994.  | Омонија        | 13      | 0       |
| Манолис Сиопис           | 14. мај 1994.      | Алањаспор      | 6       | 0       |
| Сотирис Александропулос  | 26. новембар 2001. | Панатинаикос   | 1       | 0       |
| Напад                    |                    |                |         |         |
| Јоргос Јакумакис         | 9. децембар 1994.  | ВВВ-Венло      | 6       | 1       |
| Јоргос Масурас           | 1. јануар 1994.    | Олимпијакос    | 19      | 1       |
| Анастасиос Бакасетас     | 28. јун 1993.      | Алањаспор      | 36      | 3       |
| Вангелис Павлидис        | 21. новембар 1998. | Вилем II       | 12      | 3       |
| Христос Цолис            | 30. јануар 2002.   | ПАОК           | 7       | 1       |
| Димитрис Лимниос         | 27. мај 1998.      | Келн           | 16      | 2       |
| Тасос Дувикас            | 2. август 1999.    | Волос          | 1       | 0       |
| Селектор: Иван Јовановић |                    |                |         |         |

- Ажурирано на дан 31. март 2021.

## Резултати

### Светско првенство
| Година       | Коло                      | ИГ                        | Д                         | Н                         | И                         | ГД                        | ГП                        |                           |
| ------------ | ------------------------- | ------------------------- | ------------------------- | ------------------------- | ------------------------- | ------------------------- | ------------------------- | ------------------------- |
| 1930         | Није учествовала          | Није учествовала          | Није учествовала          | Није учествовала          | Није учествовала          | Није учествовала          | Није учествовала          | Није учествовала          |
| 1934         | Одустала од квалификација | Одустала од квалификација | Одустала од квалификација | Одустала од квалификација | Одустала од квалификација | Одустала од квалификација | Одустала од квалификација | Одустала од квалификација |
| 1938 до 1990 | Није се квалификовала     | Није се квалификовала     | Није се квалификовала     | Није се квалификовала     | Није се квалификовала     | Није се квалификовала     | Није се квалификовала     | Није се квалификовала     |
| 1994         | 1. круг                   | 3                         | 0                         | 0                         | 3                         | 0                         | 10                        |                           |
| 1998         | Није се квалификовала     | Није се квалификовала     | Није се квалификовала     | Није се квалификовала     | Није се квалификовала     | Није се квалификовала     | Није се квалификовала     | Није се квалификовала     |
| 2002         | Није се квалификовала     | Није се квалификовала     | Није се квалификовала     | Није се квалификовала     | Није се квалификовала     | Није се квалификовала     | Није се квалификовала     | Није се квалификовала     |
| 2006         | Није се квалификовала     | Није се квалификовала     | Није се квалификовала     | Није се квалификовала     | Није се квалификовала     | Није се квалификовала     | Није се квалификовала     | Није се квалификовала     |
| 2010         | 1. круг                   | 3                         | 1                         | 0                         | 2                         | 2                         | 5                         |                           |
| 2014         | Осмина финала             | 4                         | 1                         | 2                         | 1                         | 3                         | 5                         |                           |
| 2018         | Није се квалификовала     | Није се квалификовала     | Није се квалификовала     | Није се квалификовала     | Није се квалификовала     | Није се квалификовала     | Није се квалификовала     | Није се квалификовала     |
| 2022         | Није се квалификовала     | Није се квалификовала     | Није се квалификовала     | Није се квалификовала     | Није се квалификовала     | Није се квалификовала     | Није се квалификовала     | Није се квалификовала     |
| Укупно       | 3/22                      | 10                        | 2                         | 2                         | 6                         | 5                         | 20                        |                           |

### Европско првенство
| Година       | Коло                      | ИГ                        | Д                         | Н                         | И                         | ГД                        | ГП                        |                           |
| ------------ | ------------------------- | ------------------------- | ------------------------- | ------------------------- | ------------------------- | ------------------------- | ------------------------- | ------------------------- |
| 1960         | Није се квалификовала     | Није се квалификовала     | Није се квалификовала     | Није се квалификовала     | Није се квалификовала     | Није се квалификовала     | Није се квалификовала     | Није се квалификовала     |
| 1964         | Одустала од квалификација | Одустала од квалификација | Одустала од квалификација | Одустала од квалификација | Одустала од квалификација | Одустала од квалификација | Одустала од квалификација | Одустала од квалификација |
| 1968         | Није се квалификовала     | Није се квалификовала     | Није се квалификовала     | Није се квалификовала     | Није се квалификовала     | Није се квалификовала     | Није се квалификовала     | Није се квалификовала     |
| 1972         | Није се квалификовала     | Није се квалификовала     | Није се квалификовала     | Није се квалификовала     | Није се квалификовала     | Није се квалификовала     | Није се квалификовала     | Није се квалификовала     |
| 1976         | Није се квалификовала     | Није се квалификовала     | Није се квалификовала     | Није се квалификовала     | Није се квалификовала     | Није се квалификовала     | Није се квалификовала     | Није се квалификовала     |
| 1980         | 1. круг                   | 3                         | 0                         | 1                         | 2                         | 1                         | 4                         |                           |
| 1984 до 2000 | Није се квалификовала     | Није се квалификовала     | Није се квалификовала     | Није се квалификовала     | Није се квалификовала     | Није се квалификовала     | Није се квалификовала     | Није се квалификовала     |
| 2004         | Првак                     | 6                         | 4                         | 1                         | 1                         | 7                         | 4                         |                           |
| 2008         | 1. круг                   | 3                         | 0                         | 0                         | 3                         | 1                         | 5                         |                           |
| 2012         | Четвртфинале              | 4                         | 1                         | 1                         | 2                         | 5                         | 7                         |                           |
| 2016         | Није се квалификовала     | Није се квалификовала     | Није се квалификовала     | Није се квалификовала     | Није се квалификовала     | Није се квалификовала     | Није се квалификовала     | Није се квалификовала     |
| 2020         | Није се квалификовала     | Није се квалификовала     | Није се квалификовала     | Није се квалификовала     | Није се квалификовала     | Није се квалификовала     | Није се квалификовала     | Није се квалификовала     |
| 2024         | Није се квалификовала     | Није се квалификовала     | Није се квалификовала     | Није се квалификовала     | Није се квалификовала     | Није се квалификовала     | Није се квалификовала     | Није се квалификовала     |
| Укупно       | 4/17                      | 16                        | 5                         | 3                         | 8                         | 14                        | 20                        |                           |

### Лига нација
| Рекорди у УЕФА Лиги нација | Рекорди у УЕФА Лиги нација | Рекорди у УЕФА Лиги нација | Рекорди у УЕФА Лиги нација | Рекорди у УЕФА Лиги нација | Рекорди у УЕФА Лиги нација | Рекорди у УЕФА Лиги нација | Рекорди у УЕФА Лиги нација | Рекорди у УЕФА Лиги нација | Рекорди у УЕФА Лиги нација | Рекорди у УЕФА Лиги нација |
| Сезона                     | Лига                       | Група                      | ИГ                         | П                          | Н                          | И                          | ГД                         | ГП                         | П/И                        | Поз.                       |
| -------------------------- | -------------------------- | -------------------------- | -------------------------- | -------------------------- | -------------------------- | -------------------------- | -------------------------- | -------------------------- | -------------------------- | -------------------------- |
| 2018/19.                   | Ц                          | 2                          | 6                          | 3                          | 0                          | 3                          | 4                          | 5                          | Same position              | 33.                        |
| 2020/21.                   | Ц                          | 3                          | 6                          | 3                          | 3                          | 0                          | 6                          | 1                          | Same position              | 37.                        |
| 2022/23.                   | Ц                          | 2                          | 6                          | 5                          | 0                          | 1                          | 10                         | 2                          | Раст                       | 34.                        |
| Укупно                     | Укупно                     | Укупно                     | 18                         | 11                         | 3                          | 4                          | 20                         | 8                          |                            |                            |

### Куп конфедерација
| Година | Коло                  | ИГ | Д | Н | И | ГД | ГП |
| ------ | --------------------- | -- | - | - | - | -- | -- |
| 1992   | Није се квалификовала | -  | - | - | - | -  | -  |
| 1995   | Није се квалификовала | -  | - | - | - | -  | -  |
| 1997   | Није се квалификовала | -  | - | - | - | -  | -  |
| 1999   | Није се квалификовала | -  | - | - | - | -  | -  |
| 2001   | Није се квалификовала | -  | - | - | - | -  | -  |
| 2003   | Није се квалификовала | -  | - | - | - | -  | -  |
| 2005   | 1. круг               | 3  | 0 | 1 | 2 | 0  | 4  |
| 2009   | Није се квалификовала | -  | - | - | - | -  | -  |
| 2013   | Није се квалификовала | -  | - | - | - | -  | -  |
| 2017   | Није се квалификовала | -  | - | - | - | -  | -  |
| Укупно | 1/10                  | 3  | 0 | 1 | 2 | 0  | 4  |

### Олимпијске игре
| Година | Домаћин   | Коло    | Поз. | ИГ | Д | Н | И | ГД | ГП |
| ------ | --------- | ------- | ---- | -- | - | - | - | -- | -- |
| 1920   | Антверпен | 1. коло | -    | 1  | 0 | 0 | 1 | 0  | 9  |
| 1952   | Хелсинки  | 1. коло | -    | 1  | 0 | 0 | 1 | 1  | 2  |
| 2004   | Атина     | 1. коло | 15   | 3  | 0 | 1 | 2 | 4  | 7  |
| Укупно | 3/19      | 1. коло | 15   | 5  | 0 | 1 | 4 | 5  | 18 |

### Квалификације за Европско првенство 2004.
Табела Групе 6
| Пласман | Екипа         | И | П | Н | Г | ДГ | ПГ | ГР  | Бодови |
| ------- | ------------- | - | - | - | - | -- | -- | --- | ------ |
| 1.      | Грчка         | 8 | 6 | 0 | 2 | 8  | 4  | +4  | 18     |
| 2.      | Шпанија       | 8 | 5 | 2 | 1 | 16 | 4  | +12 | 17     |
| 3.      | Украјина      | 8 | 2 | 4 | 2 | 11 | 10 | +1  | 10     |
| 4.      | Јерменија     | 8 | 2 | 1 | 5 | 7  | 16 | -9  | 7      |
| 5.      | Северна Ирска | 8 | 0 | 3 | 5 | 0  | 8  | -8  | 3      |

Легенда: И =играо, П = победа, Н = нерешено
Г = пораз, ДГ = дати голови, ПГ = примљени голови, ГР = гол-разлика
- Грчка се као првопласирана у групи 6 директно квалификовала на Европско првенство у Португалији.[129]

2022—2023.
| Датум         | Резултат | Противник     | . | Врста                 | Белешка уреди |
| ------------- | -------- | ------------- | - | --------------------- | ------------- |
| 25. 3. 2022.  | 1:0      | Румунија      | Г | Пријатељска           |               |
| 28. 3. 2022.  | 0:1      | Црна Гора     | Г | Пријатељска           |               |
| 2. 6. 2022.   | 1:0      | Северна Ирска | Г | Лига нација           |               |
| 5. 6. 2022.   | 1:0      | Косово*       | Г | Лига нација           |               |
| 9. 6. 2022.   | 3:0      | Кипар         | Д | Лига нација           |               |
| 12. 6. 2022.  | 2:0      | Косово*       | Д | Лига нација           |               |
| 24. 9. 2022.  | 0:1      | Кипар         | Г | Лига нација           |               |
| 27. 9. 2022.  | 3:1      | Северна Ирска | Д | Лига нација           |               |
| 17. 11. 2022. | 2:2      | Малта         | Г | Пријатељска           |               |
| 20. 11. 2022. | 1:2      | Мађарска      | Г | Пријатељска           |               |
| 24. 3. 2023.  | 3:0      | Гибралтар     | Г | Квалификације ЕП 2024 |               |
| 27. 3. 2023.  |          | Литванија     | Д | Пријатељска           |               |

Легенда
- зелена позадина = Победа грчке репрезентације
- жута позадина = Нерешено
- црвена позадина = Пораз грчке репрезентације
- Г = Игра у гостима
- Д = Игра код куће
- НТ = Игра на неутралном терену
- СП = Светско првенство у фудбалу
- ЕП = Европско првенство у фудбалу
- ЛОИ = Фудбал на Летњим олимпијским играма
- н.про. = на продужетак утакмице
- н. јед. = завршетак утакмице на једанаестерце
- *Република Косово једнострано је проглашена држава на територији Републике Србије, противно Уставу Републике Србије и Резолуцији Савета безбедности Уједињених нација 1244. Према Резолуцији, цела територија Косова и Метохије, правно гледано, налази се у саставу Србије док не буде постигнуто коначно решење. Србија не признаје једнострано отцепљење, по међународном праву, њене територије, прецизније аутономне покрајине под привременом управом Уједињених нација (УНМИК). Влада са седиштем у Приштини има дефакто власт над већином територије, док поједине структуре Србије функционишу на северу и у српским енклавама.

## Успеси
„Грци су вечерас исписали фудбалску историју. Ово је сензација и сасвим необично достигнуће како за грчки тако и за европски фудбал.”

 — Ото Рехагел, изјава након победе на Европском првенству
- Европско првенство
  - Прваци (1): 2004.

Друге награде
- тим године
  - 2004.[131]
- Лауреусов тим године
  - 2005.
- Куп конфедерација
  - Фер плеј награда (1): 2005.[132]

## Финале Грчка—Португалија 2004.
Финални меч Европског првенства 2004. између Грчке и Португалије одигран је 4. јула на Стадиону светлости у Лисабону.
За оба тима, ово је било прво финале европског или светског првенства. Фаворити су били домаћини фудбалери репрезентације Португалије.
Једини гол на мечу постигнут је у 57. минуту после асистенције Ангелоса Басинаса нападачу грчке репрезентације Ангелосу Харистеасу. Португалци су имали бројне шансе за изједначење, најбољу када је један на један са голманом изашао 19-годишњи Кристијано Роналдо, али није успео убацити лопту у гол. Добре шансе су пропустили Руи Коста, Луис Фиго, Манише, Паулета, али је голман Грка Никополидис сигурно бранио цео меч. По први пут у историји Европских првенстава је финални меч завршен са резултатом 1:0.
Најбољи играч утакмице је капитен грчке репрезентације, 32-годишњи везиста Теодорос Загоракис, који је био најбољи играч шампионата у целини. Трофеј Загоракису је предао тадашњи председник УЕФА Ленарт Јохансон, за кога је то било четврто и завршно Европско првенство током његовог мандата (1990—2007).
| Португалија | 0 : 1    | Грчка         |
| ----------- | -------- | ------------- |
|             | Извештај | Харистеас 57’ |

| Португалија | Грчка |

| Португалија         |    |                    |       |     |
|                     |    |                    |       |     |
| GK                  | 1  | Рикардо            |       |     |
| DF                  | 13 | Мигел              |       | 43’ |
| DF                  | 16 | Рикардо Карваљо    |       |     |
| DF                  | 4  | Жорже Андраде      |       |     |
| DF                  | 14 | Нуну Валенте       | 90+3’ |     |
| MF                  | 6  | Коштиња            | 12’   | 60’ |
| MF                  | 18 | Манише             |       |     |
| MF                  | 7  | Луис Фиго (к)      |       |     |
| MF                  | 20 | Деко               |       |     |
| MF                  | 17 | Кристијано Роналдо |       |     |
| FW                  | 9  | Паулета            |       | 74’ |
| Измене:             |    |                    |       |     |
| DF                  | 2  | Пауло Фереира      |       | 43’ |
| MF                  | 10 | Руи Коста          |       | 60’ |
| FW                  | 21 | Нуно Гомеш         |       | 74’ |
| Тренер:             |    |                    |       |     |
| Луис Фелипе Сколари |    |                    |       |     |

| Грчка       |    |                        |       |     |
|             |    |                        |       |     |
| GK          | 1  | Андонис Никополидис    |       |     |
| DF          | 2  | Јуркас Сеитаридис      | 63’   |     |
| DF          | 5  | Трајанос Делас         |       |     |
| DF          | 19 | Михалис Капсис         |       |     |
| DF          | 14 | Такис Фисас            | 67’   |     |
| MF          | 8  | Стелиос Јанакопулос    |       | 76’ |
| MF          | 6  | Ангелос Басинас        | 45+2’ |     |
| MF          | 7  | Теодорос Загоракис (к) |       |     |
| MF          | 21 | Костас Кацуранис       |       |     |
| FW          | 9  | Ангелос Харистеас      |       |     |
| FW          | 15 | Зисис Вризас           |       | 81’ |
| Измене:     |    |                        |       |     |
| DF          | 3  | Стилијанос Венетидис   |       | 76’ |
| FW          | 22 | Димитриос Пападопулос  | 85’   | 81’ |
| Тренер:     |    |                        |       |     |
| Ото Рехагел |    |                        |       |     |

| Најбољи играч меча: Теодорос Загоракис Помоћне судије: Кристијан Шрер Јан-Хендрик Салвер Четврти судија: Андерс Фриск |

## Статистика играча
| Место | Име                     | Време     | Бр. утакмица | Бр. голова |
| ----- | ----------------------- | --------- | ------------ | ---------- |
| 1.    | Јоргос Карагунис        | 1998—2014 | 139          | 10         |
| 2.    | Теодорос Загоракис      | 1994—2007 | 120          | 3          |
| 3.    | Костас Кацуранис        | 2003—2015 | 116          | 10         |
| 4.    | Василис Торосидис       | 2007—2019 | 101          | 10         |
| 5.    | Ангелос Басинас         | 1999—2009 | 100          | 7          |
| 6.    | Стратос Апостолакис     | 1986—1998 | 96           | 5          |
| 7.    | Сократис Папастатопулос | 2008—     | 90           | 3          |
| 8.    | Андонис Никополидис     | 1999—2008 | 90           | 0          |
| 9.    | Ангелос Харистеас       | 2001—2011 | 88           | 25         |
| 10.   | Димитрис Салпингидис    | 2005—2014 | 82           | 13         |

| Место | Име                   | Време     | Бр. голова | Бр. утакмица |
| ----- | --------------------- | --------- | ---------- | ------------ |
| 1.    | Никос Анастопулос     | 1977—1988 | 29         | 75           |
| 2.    | Ангелос Харистеас     | 2001—2011 | 25         | 88           |
| 3.    | Теофанис Гекас        | 2005—2014 | 24         | 78           |
| 4.    | Димитрис Саравакос    | 1982—1994 | 22         | 78           |
| 5.    | Мимис Папајоану       | 1963—1978 | 21         | 61           |
| 6.    | Никос Махлас          | 1993—2002 | 18         | 61           |
| 7.    | Демис Николаидис      | 1995—2004 | 17         | 54           |
| 8.    | Константинос Митроглу | 2009—     | 17         | 65           |
| 9.    | Панајотис Цалухидис   | 1987—1995 | 16         | 76           |
| 10.   | Јоргос Сидерис        | 1958—1970 | 14         | 28           |

- Подебљана имена играча означавају да су активни, 31. март 2021.

- Никос Анастопулос
најбољи стрелац 29
- Јоргос Карагунис
највише наступа 139
- Ангелос Харистеас
други стрелац 25
- Андонис Никополидис
голман са највише наступа 90

### Истакнути фудбалери
Никос Анастопулос је био члан репрезентације Грчке која је први пут играла на једном великом такмичењу — Европско првенство 1980. године у Италији. Током каријере је већином играо за Олимпијакос из Пиреја. Са постигнутих 29 голова Анастопулос је најбољи стрелац грчке репрезентације у историји, дао је једини гол на Европском првенству 1980. против Чехословачке, а то је уједно и први на неком великом такмичењу за репрезентацију Грчке. Један од најбољих играча крајем осамдесетих и током деведесетих година био је Димитрис Саравакос, легенда Панатинаикоса. Омалени нападач је играо за репрезентацију на Светском првенству 1994. у САД, а укупно је постигао 22 гола у дресу са државним грбом. Никос Махлас је такође био члан репрезентације Грчке која је први пут играла на Светском првенству у САД 1994. године. Једну од најбољих сезона је одиграо 1998/99. са холандским клубом Витесе, постигао је 34 гола у 32 утакмице и добио европску Златну копачку. Махлас је између 1993. и 2002. године одиграо 61 утакмицу за репрезентацију и постигао 18 голова. Од тих 18 голова, један од њих је дао против Русије и био је посебно важан јер је омогућио Грчкој да се квалификује на Светски куп 1994. године.
Из најславније генерације грчке репрезентације, који су победили на Европском првенству 2004, требало би истаћи Ангелоса Харистеаса. Био је стрелац одлучујућег гола у финалу против Португалије и други је стрелац у историји са 25 голова. Од одбрамбених играча истиче се Трајанос Делас, који је стрелац победничког сребрног гола у продужетку полуфинала против Чешке. Постигао је последњи и једини сребрни гол икада. Јоргос Карагунис има највише наступа у репрезентацији са 139 одиграних утакмица. За сениорску репрезентацију је дебитовао 1999. против Салвадора. Био је један од кључних играча, постигао је први гол на турниру против Португалије у победи од 2:1. Као капитен предводио је репрезентацију на Светском првенству 2010, где је Грчка испала у групној фази такмичења. Свој 100. меч за репрезентацију је одиграо 8. октобра 2010. против Летоније.

### Рекорди и статистика
- Алберто Нахмијас је постигао први гол за Грчку, на првом званичном мечу против Италије 7. априла 1929;[150]
- Највише голова на једној утакмици дао је Димитрис Саравакос (5 погодака) против Египта 10. октобра 1990 — резултат 6:1;[151]
- Константинос Гикас је најмлађи играч у историји Грчке, заиграо је за репрезентацију са 16 година, 2 месеца и 2 дана;[152]
- Сотирис Нинис је најмлађи стрелац у историји Грчке, постигао је гол на дебију против Кипра, са 18 година, 1 месец и 16 дана;[153]
- Јоргос Кудас је најстарији фудбалер који је играо за репрезентацију, наступао је са 48 година, 9 месеци и 27 дана, на опроштајном мечу против СР Југославије 20. септембра 1995;[154]
- Мимис Домазос је најстарији стрелац у репрезентацији, постигао је гол са 38 година, 9 месеци и 19 дана;[155]
- Најбољи резултат Грчке је 17 утакмица заредом без пораза, серија је била у периоду од 11. августа 2010. до 16. новембра 2011. године;[81]
- Најдужи низ пораза је био 10 утакмица у периоду од 15. марта 1931. до 6. октобра 1933. године;[156]
- Грчка је играла 1969. године као прва европска репрезентација против репрезентације из конфедерација ОФК (Аустралија), а 1986. био је први европски тим који је играо против Катара.[157]

### Капитени
Табела са фудбалерима који су носили капитенску траку репрезентације Грчке.
| Капитен                 | Година    |
| ----------------------- | --------- |
| Клеантис Маропулос      | 1949—1950 |
| Никос Пенцаропулос      | 1950—1951 |
| Танасис Бембис          | 1951—1953 |
| Илиас Росидис           | 1954—1960 |
| Костас Полихрону        | 1961—1967 |
| Јоргос Сидерис          | 1967—1970 |
| Мимис Домазос           | 1970—1980 |
| Антимос Капсис          | 1980—1983 |
| Никос Анастопулос       | 1983—1988 |
| Димитрис Саравакос      | 1989—1994 |
| Стратос Апостолакис     | 1994—1998 |
| Демис Николаидис        | 1998—2000 |
| Теодорос Загоракис      | 2001—2007 |
| Андонис Никополидис     | 2007—2008 |
| Ангелос Басинас         | 2008—2009 |
| Јоргос Карагунис        | 2010—2014 |
| Василис Торосидис       | 2015—2019 |
| Сократис Папастатопулос | 2019—     |
| Костас Стафилидис       | 2019—     |

- Списак није потпун и наведен је период од 1949. године.

## Тренери репрезентације
Тренер који је са највећим успехом водио репрезентацију и на највећем броју мечева је Ото Рехагел. Био је селектор од септембра 2001. до Светског првенства 2010. године. Када је стигао у Грчку и посебно дан након неуспеха у квалификацијама за Светско првенство 2002. године, дочекан је са одређеним скептицизмом, посебно пошто не говори грчки језик. Међутим, постигао је изузетне резултате за кратко време; прво се квалификује за Европско првенство 2004. и затим предводи екипу до финалне победе на првенству, иако Грци до тада никада нису победили на неком мечу на завршним турнирима. Водио је Грчку у завршници Европског првенства 2008. и Светског првенства 2010, али са мање успеха. На 106 утакмица колико је био селектор остварене су 53 победе, 23 нерешено и 30 пораза.
Пре ере Рехагела, најзанимљивији тренер у грчкој фудбалској историји био је Алкетас Панагулијас. Радио је у Сједињеним Државама, вратио се у Атину 1972. године како би постао помоћник у репрезентацији тадашњем северно-ирском тренеру Билију Бингаму, којег је заменио на клупи наредне године. Осам година је остао на положају и водио је Грчку први пут на Европско првенство 1980. у Италији. Наставио је каријеру у Олимпијакосу, са којим је освојио првенство Грчке три пута: 1982, 1983. и 1987. године. Од 1992. је по трећи пут постао селектор и одлично је водио селекцију у квалификацијама за Светско првенство 1994. године. Али на турниру је екипа имала лош резултат и након тога подноси оставку. Водио је селекцију на 74 утакмице и имао 23 победе.
Португалац Фернандо Сантос је именован за селектора грчке репрезентације 2010. године. Репрезентација се квалификовала на два велика такмичења под његовим вођством. Прво на Европско првенство 2012. где је завршила такмичење у четвртфиналу, затим на Светско првенство 2014. у Бразилу када је Грчка први пут у својој историји прошла у нокаут фазу.
Следећа табела наводи све селекторе Фудбалске репрезентације Грчке од 1929. године и време проведено на том месту:
| Име                   | Време        | Белешка                   |
| --------------------- | ------------ | ------------------------- |
| Густаво Појет         | 2022 — данас |                           |
| Џон ван’т Схип        | 2019 — 2021  |                           |
| Ангелос Анастасијадис | 2018 — 2019  |                           |
| Михаел Скибе          | 2015 — 2018  |                           |
| Костас Цанас          | 2014         | вд                        |
| Серхио Маркаријан     | 2015         |                           |
| Костас Цанас          | 2014         | вд                        |
| Клаудио Ранијери      | 2014         |                           |
| Фернандо Сантос       | 2010 — 2014  | ЕП 2012, СП 2014          |
| Ото Рехагел           | 2001 — 2010  | ЕП 2004, ЕП 2008, СП 2010 |
| Никос Христидис       | 2001         | вд                        |
| Василис Данил         | 1999 — 2001  |                           |
| Ангел Јорданеску      | 1998 — 1999  |                           |
| Костас Полихрониу     | 1994 — 1998  |                           |
| Алкетас Панагулијас   | 1992 — 1994  | СП 1994                   |
| Андонис Георгијадис   | 1989 — 1992  |                           |
| Алекос Софинијадис    | 1988 — 1989  |                           |
| Милтос Папастолу      | 1984 — 1988  |                           |
| Христос Архонтидис    | 1982 — 1984  |                           |
| Алкетас Панагулијас   | 1977 — 1982  | ЕП 1980                   |
| Лакис Петропулос      | 1976 — 1977  |                           |
| Алкетас Панагулијас   | 1973 — 1976  |                           |
| Били Бингам           | 1971 — 1973  |                           |
| Лакис Петропулос      | 1969 — 1971  |                           |
| Дан Георгијадис       | 1968 — 1969  |                           |
| Панос Марковитс       | 1966 — 1968  |                           |
| Лакис Петропулос      | 1964 — 1966  |                           |
| Трифон Цанетис        | 1960 — 1964  |                           |
| Пол Барон             | 1959 — 1960  |                           |
| Рино Мартини          | 1957 — 1959  |                           |
| Костас Андритасос     | 1956 — 1957  |                           |
| Јоанис Хелмис         | 1955 — 1956  |                           |
| Анонис Мијакис        | 1954 — 1955  |                           |
| Костас Негрепонтис    | 1953 — 1954  |                           |
| Андонис Мијакис       | 1951 — 1953  |                           |
| Костас Негрепонтис    | 1938 — 1951  |                           |
| Костас Костантарас    | 1935 — 1938  |                           |
| Апостолос Николаидис  | 1934 — 1935  |                           |
| Костас Негрепонтис    | 1933 — 1934  |                           |
| Лефтерис Панугријас   | 1932 — 1933  |                           |
| Јан Копсива           | 1930 — 1932  |                           |
| Апостолос Николаидис  | 1929 — 1930  |                           |

- У белешкама је наведено поред имена тренера такмичење и година наступа репрезентације.

## Позиција на Фифиној ранг-листи
Пред крај 1990, ФИФА је покренула ранг листу за рачунање позиција фудбалских репрезентација за претходну годину. Листа је објављена и за 1991. и 1992, док је од августа 1993. почела да излази листа на месечном нивоу, уз ретке изузетке, када ранг листа није објављивана. Листа се користи за одређивања при жребању за групе за Светско и Европско првенство, као и одређивању група у квалификацијама. Према сајту ФИФА, репрезентација Грчке је у априлу 2008. године била осма на ранг листи, што је њен највиши пласман. Најниже се рангирала у септембру 1998. године, када је била на 66. месту на свету.
У следећој табели су приказане позиције грчке репрезентације на Фифиној ранг-листи:
| Година | Позиција | Највиша | Најнижа |
| ------ | -------- | ------- | ------- |
| 1993.  | 34       | 32      | 36      |
| 1994.  | 28       | 28      | 37      |
| 1995.  | 34       | 23      | 34      |
| 1996.  | 35       | 30      | 45      |
| 1997.  | 42       | 29      | 46      |
| 1998.  | 53       | 42      | 66      |
| 1999.  | 34       | 30      | 46      |
| 2000.  | 42       | 31      | 42      |
| 2001.  | 57       | 43      | 61      |
| 2002.  | 48       | 46      | 59      |
| 2003.  | 30       | 26      | 48      |
| 2004.  | 18       | 14      | 36      |
| 2005.  | 16       | 12      | 20      |
| 2006.  | 16       | 14      | 32      |
| 2007.  | 11       | 11      | 16      |

| Година | Позиција | Највиша | Најнижа |
| ------ | -------- | ------- | ------- |
| 2008.  | 20       | 8       | 20      |
| 2009.  | 13       | 11      | 20      |
| 2010.  | 11       | 11      | 13      |
| 2011.  | 14       | 8       | 14      |
| 2012.  | 13       | 10      | 15      |
| 2013.  | 12       | 11      | 16      |
| 2014.  | 24       | 10      | 25      |
| 2015.  | 41       | 24      | 44      |
| 2016.  | 42       | 37      | 52      |
| 2017.  | 47       | 38      | 47      |
| 2018.  | 43       | 42      | 47      |
| 2019.  | 54       | 43      | 60      |
| 2020.  | 53       | 53      | 54      |
| 2021.  | 55       | 53      | 55      |
| 2022.  |          |         |         |

## Мечеви репрезентација Грчке иЈугославије/Србије
|     | Датум               | Противник   | Резултат    | Стрелци                                                                                       | Стадион                      | Гладалаца | Врста |
| --- | ------------------- | ----------- | ----------- | --------------------------------------------------------------------------------------------- | ---------------------------- | --------- | ----- |
| 1.  | 26. јануар 1930.    | Југославија | 2 : 1 (1:1) | Г. Андријанопулос 55‘, К. Андријанопулос 59‘ — Вујадиновић 18‘                                | стад. Панатинаикос Атина     | 20.000    | БК    |
| 2.  | 15. март 1931.      | Југославија | 1 : 4 (0:2) | Мијакис 52‘ — Хитрец 35‘, Томашевић 38‘, 78‘, 87‘                                             | БСК Београд                  | 8.000     | БК    |
| 3.  | 26. јун 1932.       | Југославија | 1 : 7 (1:3) | Китсос 4‘ — Тирнанић 5‘ Живковић 14‘ 25‘ Глишовић 62‘ (пен.), Вујадиновић 66‘, Зечевић 85‘    | БСК Београд                  | 10.000    | БК    |
| 4.  | 3. јун 1933.        | Југославија | 3 : 5 (1:3) | Сименоидис 3‘, Рагос 50‘, Пиеракос 89‘ — Кодрња 12‘, 20‘, 72‘, Живковић 42‘, 79‘              | ОНЕФ Букурешт                | 6.000     | БК    |
| 5.  | 23. децембар 1934.  | Југославија | 2 : 1 (1:1) | Вазос 37‘, Л. Андријанопулос 69¹ — Секулић 12‘                                                | стад. Панатинаикос Атина     | 18.000    | БК    |
| 6.  | 20. јун 1935.       | Југославија | 1 : 6 (1:2) | Балатадис 43‘, — Живковић 22‘, 70‘ (пен.), Марјановић 34‘, Вујадиновић 49‘, Глишовић 83‘, 85‘ | стад. Јунак Софија           | 5.000     | БК    |
| 7.  | 9. мај 1953.        | Југославија | 0 : 1 (0:1) | Матошић 21‘                                                                                   | ЈНА Београд                  | 50.000    | КСП   |
| 8.  | 28. март 1954.      | Југославија | 0 : 1 (0:0) | Веселиновић 51‘                                                                               | стад. Панатинаикос Атина     | 25.000    | КСП   |
| 9.  | 5. мај 1957.        | Југославија | 0 : 0       |                                                                                               | стад. Панатинаикос Атина     | 30.000    | КСП   |
| 10. | 10. новембар 1957.  | Југославија | 1 : 4 (1:2) | К. Несторидис 28‘ — Мујић 6‘, 61‘, Крстић 9‘, Петаковић 67‘                                   | ЈНА Београд                  | 45.000    | КСП   |
| 11. | 15. новембар 1959.  | Југославија | 0 : 4 (0:3) | Мујић 31‘, 43‘; Михајловић 45‘ Костић 78‘                                                     | ЈНА Београд                  | 25.000    | КОИ   |
| 12. | 24. април 1960.     | Југославија | 0 : 5 (0:1) | Костић 36‘, Жанетић 67‘, Такач 69‘, Галић 81‘, Кнез 83‘                                       | стад. Панатинаикос Атина     | 25.000    | КЕП   |
| 13. | 19. новембар 1972.  | Југославија | 0 : 1 (0:1) | Аћимовић 14‘                                                                                  | Ц. звезда Београд            | 65.000    | КСП   |
| 14. | 19. децембар 1973.  | Југославија | 2 : 4 (2:2) | Елефтеракис 30‘, Каталински 44‘ (аг); — Бајевић 12‘, Караси 15‘, 90‘+, Шурјак 63‘             | Караискакис Атина            | 20.000    | КСП   |
| 15. | 16. новембар 1977.  | Југославија | 0 : 0       |                                                                                               | стад. Ариса Солун            | 20.000    | БК    |
| 16. | 15. новембар 1978.  | Југославија | 1 : 4 (1:1) | Маврос 31‘ ; — Халилхоџић 33‘, 58‘, 82‘ (пен.), Савић 47‘                                     | Град. стадион Скопље         | 12.000    | БК    |
| 17. | 29. април 1981.     | Југославија | 1 : 5 (0:3) | Костикос 75‘ (пен.); — Шљиво 7‘, Халилхоџић 23‘ Пантелић 42‘ (пен.) Вујовић 51‘, 57‘          | Пољуд Сплит                  | 45.000    | КСП   |
| 18. | 29. новембар 1981.  | Југославија | 1 : 2 (1:2) | Маврос 6‘ ; — Шурјак 23‘, Јерковић 39‘                                                        | Караискакис Атина            | 20.000    | КСП   |
| 19. | 5. април 1989.      | Југославија | 1 : 4 (0:0) | Вујовић 22‘, 83‘ Туце 75‘ Јаковљевић 80‘                                                      | Олимпик Атина                | 6.000     | ПУ    |
| 20. | 20. септембар 1989. | Југославија | 0 : 3 (0:2) | Брновић 8‘, Просинечки 16‘, Панчев 83‘                                                        | стад. Војводине Нови Сад     | 8.000     | ПУ    |
| 21. | 20. септембар 1995. | Југославија | 0 : 2 (0:0) | Ћурчић 55‘, Милошевић 85‘                                                                     | стад. ПАОК Солун             | 20.000    | ПУ    |
| 22. | 13. децембар 2000.  | Југославија | 1 : 1 (0:1) | Воколос 86‘ — Басинас 9‘ (аг)                                                                 | стад. Ксанти Ксанти          | 5.000     | ПУ    |
| 23. | 11. август 2010.    | Србија      | 1 : 0 (1:0) | Салпигиндис 45‘                                                                               | стад. Партизана Београд      | 10.000    | ПУ    |
| 24. | 18. новембар 2014.  | Србија      | 0 : 2 (0:0) | Петровић 60‘, Гудељ 90‘                                                                       | Периволија Мунисипал, Ханија | 3.500     | ПУ    |

- БК — Балкански куп;
 КСП — Квалификације за Светско првенство;
 КОИ — Квалификације за Олимпијске игре;
 КЕП — Квалификације за Европско првенство;
 ПУ — Пријатељска утакмица.

Укупни биланс
|    | Тим                   | ИГ | Д | Н | И  | ГД | ГП | ГР  |
| -- | --------------------- | -- | - | - | -- | -- | -- | --- |
| 1. | Краљевина Југославија | 6  | 2 | 0 | 4  | 10 | 24 | -14 |
| 2. | СФР Југославија       | 14 | 0 | 2 | 12 | 7  | 38 | -31 |
| 3. | СР Југославија        | 2  | 0 | 1 | 1  | 1  | 3  | -2  |
| 3. | Србија                | 2  | 1 | 0 | 1  | 1  | 3  | -2  |
|    | Укупно                | 24 | 3 | 3 | 18 | 19 | 68 | -49 |